# Đại học Drexel
Đại học Drexel là một trường đại học tư thục, nam nữ học chung với khu trường sở chính nằm ở University City trong Philadelphia, Pennsylvania, Hoa Kỳ. Trường được lập năm 1891 bởi Anthony J. Drexel, một nhà tài chính và philanthropist.

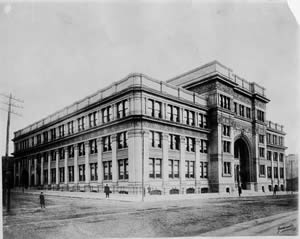
Toà nhà chính.

Đại học Drexel được lập năm 1891 với tên gọi Viện Nghệ thuật, Khoa học và Công nghiệp Drexel với mục đích giáo dục khoa học và nghệ thuật thực hành cho mọi người với mọi mặt bằng học vấn. Trường này trở thành Học viện Công nghệ và đạt tư cách trường đại học, thành Đại học Drexel. Ngày 1/7/2002, Đại học Drexel chính thức hợp nhất với Đại học MCP Hahnemann để thành Drexel University College of Medicine; và vào mùa thu năm 2006, Drexel thiết lập trường luật. Tháng 8 năm 2010, John Anderson Fry đã được chọn vào vị trí hiệu trưởng khi hiệu trưởng đương nhiệm qua đời vì ung thư phổi.